# 県立日南病院
県立日南病院（けんりつにちなんびょういん）は、宮崎県日南市にある医療機関。宮崎県が運営する病院である。県内に3か所ある県立病院の一つ。宮崎県南部の中核病院としての機能を有し、災害拠点病院、地域がん診療連携拠点病院、地域周産期母子医療センターなどの指定を受ける。

## 沿革
- 1948年（昭和23年）9月1日 - 当時の南那珂郡油津町にあった日本医療団南那珂病院[注釈 2]を買収して開院。
- 1950年（昭和25年）1月1日 - 日南市発足に伴い、県立日南病院と改称。
- 1998年（平成10年）2月 - 現在地に新病院が竣工し、移転。

## 診療科
- 内科・循環器科
- 神経内科
- 小児科
- 外科
- 整形外科
- 脳神経外科
- 皮膚科
- 泌尿器科
- 産婦人科
- 眼科
- 耳鼻咽喉科
- 麻酔科
- 放射線科
- 臨床検査科
- 病理診断科

## 医療機関の指定等
- 保険医療機関
- 救急告示医療機関
- 労災保険指定医療機関
- 指定自立支援（更生医療・育成医療・精神通院医療）
- 身体障害者福祉法指定医の配置されている医療機関
- 生活保護法指定医療機関
- 指定養育医療機関
- 第二種感染症指定医療機関
- 災害拠点病院
- 臨床研修指定病院
- がん診療連携拠点病院
- 特定疾患治療研究事業委託医療機関
- DPC対象病院
- 小児慢性特定疾患治療研究事業委託医療機関
- 地域周産期母子医療センター

## 交通アクセス
- JR九州日南線油津駅下車、徒歩10分。